# Марамек (Оклахома)
Марамек (англ. Maramec) — місто (англ. town) в США, в окрузі Поні штату Оклахома. Населення — 66 осіб (2020).

## Географія
Марамек розташований за координатами 36°14′31″ пн. ш. 96°40′50″ зх. д. / 36.24194° пн. ш. 96.68056° зх. д. (36.241970, -96.680496).  За даними Бюро перепису населення США в 2010 році місто мало площу 0,63 км², уся площа — суходіл.

## Демографія
Згідно з переписом 2010 року, у місті мешкала 91 особа в 43 домогосподарствах у складі 27 родин. Густота населення становила 144 особи/км².  Було 68 помешкань (107/км²).
Расовий склад населення:
| - 86,8 % — білих - 12,1 % — корінних американців |

До двох чи більше рас належало 1,1 %. Частка іспаномовних становила 0,0 % від усіх жителів.
За віковим діапазоном населення розподілялося таким чином: 12,1 % — особи молодші 18 років, 60,4 % — особи у віці 18—64 років, 27,5 % — особи у віці 65 років та старші. Медіана віку мешканця становила 48,5 року. На 100 осіб жіночої статі у місті припадало 93,6 чоловіків;  на 100 жінок у віці від 18 років та старших — 90,5 чоловіків також старших 18 років.
Середній дохід на одне домашнє господарство  становив 41 411 долар США (медіана — 32 143), а середній дохід на одну сім'ю — 49 700 доларів (медіана — 38 750). За межею бідності перебувало 9,5 % осіб, у тому числі 16,0 % дітей у віці до 18 років та 0,0 % осіб у віці 65 років та старших.
Цивільне працевлаштоване населення становило 34 особи. Основні галузі зайнятості: виробництво — 20,6 %, сільське господарство, лісництво, риболовля — 20,6 %, фінанси, страхування та нерухомість — 11,8 %, мистецтво, розваги та відпочинок — 11,8 %.